# ایلومیلو (ترانه)
«ایلومیلو» (به انگلیسی: Ilomilo) ترانه‌ای از خواننده آمریکایی بیلی آیلیش از اولین آلبوم استودیویی‌اش وقتی همه می‌خوابیم، کجا می‌ریم؟ (۲۰۱۹) است. این ترانه در ۱۰ آوریل ۲۰۲۰ به‌عنوان هفتمین و آخرین تک‌آهنگ آلبوم توسط گروه موسیقی یونیورسال به رادیو ضربه‌ای معاصر ایتالیایی و در ۲۶ مه ازطریق اینترسکوپ رکوردز و دارک‌روم به رادیوهای ایالات متحده ارسال شد.
این ترانه به رتبه ۶۲ در ۱۰۰ آهنگ داغ بیلبورد ایالات متحده رسید.